# Hinkelstein (Börrstadt)
Der Hinkelstein ist ein Menhir bei Börrstadt im Donnersbergkreis in Rheinland-Pfalz.

## Lage und Beschreibung
Der Menhir befindet sich nordwestlich von Börrstadt etwas unterhalb des höchsten Punktes einer Erhebung am Fuß des Donnersbergs. Er steht direkt an der Grenze eines Golfplatzes und einer Streuobstwiese und markiert die Grenze zwischen Börrstadt und Steinbach am Donnersberg. In der Nähe liegt ein Flurstück mit dem Namen „Steinwald“. Der Name leitet sich von mehreren aufgerichteten Steinen ab, die einst dort standen, aber Mitte des 20. Jahrhunderts entfernt wurden. Lediglich im Waldschlag „Hainbuche“ liegt noch ein mit Sprenglöchern versehenes Fragment. Ernst Christmann vermutete, dass auch der Hinkelstein von Börrstadt einst von hier stammte und damit den letzten Rest eines deutlich größeren Menhirs darstellt, der zerstört wurde, um daraus Grenzsteine zu gewinnen. Dies könnte um 1745/46 geschehen sein, als das vorher zum Froschpfuhler Gericht gehörende Land unter den angrenzenden Orten aufgeteilt wurde. Otto Gödel hingegen vermutet, dass der Stein ursprünglich von dem 800 m nordwestlich gelegen frühlatènezeitlichen Grabhügelfeld Pfaffenschlag stammt.
Der Menhir besteht aus gelblichem Sandstein. Er hat eine Höhe von 105 cm, eine Breite von 60 cm und eine Tiefe von 45 cm. Der säulenförmige Stein ist grob eckig umgearbeitet und läuft nach oben leicht schräg aus. Seine Oberfläche weist ein tiefes Loch, eine Wetzrille und mehrere Sprenglöcher im unteren Bereich und an den Rändern auf.